# Fernando Basante
Fernando Andrés Basante Barcelo (Ciudad Bolívar , Bolívar, Venezuela; 26 de julio de 2003) es un futbolista venezolano que juega como delantero en el Monagas SC de la Primera División de Venezuela.

## Trayectoria

### Chicó de Guayana
Con 16 años debutó en el primer equipo de Chicó de Guayana el 27 de julio de 2019 en el partido de ida de la Primera Fase de la Copa Venezuela 2019. Ese mismo día haría su debut goleador, anotando el gol de descuento en la derrota con marcador 4-1 contra Fundación AIFI

### Fundación AIFI
Para la temporada 2021 formaría parte de la plantilla de la Fundación AIFI para disputar el torneo de Segunda División de Venezuela 2021 dónde logró anotar 5 goles

### Monagas SC
Debutó con el primer equipo de Monagas S. C. el 14 de abril de 2022 frente al Academia Puerto Cabello en la jornada 8 por la Liga FUTVE y en ese mismo partido anotó su primer gol en Primera División en la victoria con marcador 0-2. 
Para la temporada 2024 se convirtió en el cuarto jugador más Joven del club en alcanzar los 10 goles anotados en Primera División de Venezuela con 20 años, solo superado por figuras como Rafael Castellin, Cesar "Maestrico" González y Wilmar Jordán.

## Estadísticas de carrera
Actualizado al 21 de octubre de 2024.
| Club | Div           | Temporada     | Liga | Liga  | Liga  | Copa(1) | Copa(1) | Copa(1) | Copa Internacional(2) | Copa Internacional(2) | Copa Internacional(2) | Total | Total | Total |
| Club | Div           | Temporada     | Part | Goles | Asist | Part    | Goles   | Asist   | Part                  | Goles                 | Asist                 | Part  | Goles | Asist |
| --- | ------------- | ------------- | ---- | ----- | ----- | ------- | ------- | ------- | --------------------- | --------------------- | --------------------- | ----- | ----- | ----- |
| Chicó de Guayana · Venezuela                                                                                                 | 2°            | 2019          | 1    | 0     | 0     | 2       | 1       | 0       | -                     | -                     | -                     | 3     | 1     | 0     |
| Chicó de Guayana · Venezuela                                                                                                 | Total Club    | Total Club    | 1    | 0     | 0     | 2       | 1       | 0       | -                     | -                     | -                     | 3     | 1     | 0     |
| Fundación AIFI · Venezuela                                                                                                   | 2°            | 2021          | 15   | 5     | 0     | -       | -       | -       | -                     | -                     | -                     | 15    | 5     | 0     |
| Fundación AIFI · Venezuela                                                                                                   | Total Club    | Total Club    | 15   | 5     | 0     | -       | -       | -       | -                     | -                     | -                     | 15    | 5     | 0     |
| Monagas S.C. · Venezuela | 1°            | 2022          | 22   | 3     | 0     | -       | -       | -       | -                     | -                     | -                     | 22    | 3     | 0     |
| Monagas S.C. · Venezuela | 1°            | 2023          | 26   | 4     | 1     | -       | -       | -       | 6                     | 0                     | 0                     | 32    | 4     | 1     |
| Monagas S.C. · Venezuela | 1°            | 2024          | 24   | 8     | 2     | 7       | 2       | 2       | -                     | -                     | -                     | 31    | 10    | 4     |
| Monagas S.C. · Venezuela | Total Club    | Total Club    | 72   | 15    | 3     | 7       | 2       | 2       | 6                     | 0                     | 0                     | 85    | 17    | 5     |
| Carrera total | Carrera total | Carrera total | 88   | 20    | 3     | 9       | 3       | 2       | 6                     | 0                     | 0                     | 103   | 23    | 5     |
| (1) Incluye datos de la Copa Venezuela (2) Incluye datos de la Copa Libertadores (3) No incluye goles en partidos amistosos. |               |               |      |       |       |         |         |         |                       |                       |                       |       |       |       |